# Абу Талиб (поэт)
Абдусала́м ибн аль-Хусе́йн аль-Мамуни́, более известный под псевдонимом Абу Тали́б — арабский и персидский поэт и путешественник X века.
Родился в 950 году в Багдаде, в Аббасидском халифате. Является потомком Абдуллаха аль-Мамуна. Через несколько лет жизни в Багдаде, переехал в Хорасан и жил в Рее и Нишапуре. Путешествовал по многим городам, бывал в Хамадане, Исфахане, Ширазе, Мешхеде, Герате, Балхе, Самарканде и других городах. Примерно в 980 году прибыл в Бухару — в столицу Государства Саманидов, где провёл весь остаток своей жизни. Умер в Бухаре в 994 году, примерно в 44-летнем возрасте.
В Бухаре Абу Талиб являлся одним из видных поэтов, и сочинял в основном в жанрах васф и касыда. В своих васфах писал в основном о пище и кушаньях, о фруктах и овощах, о различных предметах, о климате и природных явлениях. Касыды писал о видных людях, среди которых были люди из самых разных сфер жизни. Больше всего его произведения сохранились в арабоязычной книге «Ятимат ад-дахр» Мансура Саолиби, где Саолиби подробно написал биографию Абу Талиба, а также полностью посвятил третью главу этой книги произведениям Абу Талиба, где приведены 96 васфов (всего 332 бейта) и отрывки из нескольких касыд.
Свои произведения писал на арабском и персидском языках. Абу Талиб в большинстве своих произведений придерживался специфического исламского стиля, с элементами традиционной арабской литературы.